# Déclaration de Montréal sur les droits humains des LGBT
Ne doit pas être confondu avec la Déclaration de Montréal sur la diversité culturelle.
 (mai 2017).
Si vous disposez d'ouvrages ou d'articles de référence ou si vous connaissez des sites web de qualité traitant du thème abordé ici, merci de compléter l'article en donnant les références utiles à sa vérifiabilité et en les liant à la section « Notes et références ».
Lire en ligne

« Déclaration de Montréal sur les droits humains des LGBT » sur Wikisource

La « Déclaration de Montréal » est un texte présenté à l'issue de la « Conférence internationale sur les droits humains des LGBT » qui s'est tenue à Montréal, Québec, Canada, dans le cadre des premiers Outgames mondiaux 2006 le 29 juillet 2006,. Elle est communiquée aux autorités des Nations unies et aux gouvernements nationaux afin d'obtenir l'appui des États en faveur des droits des personnes LGBT et intersexuées. Cette contribution de la Conférence s'enrichit de la participation d’un grand nombre de personnes d’origines et de cultures diverses.
Plus de 1 500 délégués viennent du monde entier pour participer à la Conférence et y débattre dans les différents ateliers et réunions plénières, et plusieurs experts internationaux interviennent : des juristes, des leaders d’opinion, des universitaires, des spécialistes et des défenseurs des droits de l'homme. Parmi les conférenciers invités figurent Gene Robinson, Louise Arbour (haut-commissaire aux droits de l'homme de l'Organisation des Nations unies), Claire L'Heureux-Dubé, Mark Tewksbury, Irshad Manji, Georgina Beyer, Waheed Alli, Martina Navrátilová et Gérald Tremblay.

## Déclaration sur les droits fondamentaux
La Déclaration de Montréal fait le point sur les droits des LGBT dans le monde en général et dans le monde du sport en particulier. Elle dénonce, par ailleurs, le double discours de l'ONU qui refuse d'appliquer aux homosexuels sa Déclaration universelle des droits de l'homme. « Un monde où les droits humains des LGBT sont systématiquement violés est un monde où personne ne peut se sentir en sécurité, ni libre », se référant au principe de la Conférence mondiale sur les droits de l'homme tenue à Vienne, qui affirme que « Tous les droits humains sont universels, indivisibles, interdépendants et étroitement liés ».
Plusieurs droits fondamentaux, y compris le droit à la vie, sont bafoués dans plusieurs pays-membres de l'ONU, où l'homosexualité est criminalisée. Les actes homosexuels sont encore passibles de peine de mort dans sept pays de nos jours[réf. nécessaire] : Afghanistan, Arabie saoudite, Iran, Nigeria, Mauritanie, Soudan et Yémen. Dans 27 autres pays ils sont aussi condamnés par diverses peines d'emprisonnements ou 100 coups de fouet.

## Déclaration sur le droit au mariage ou union civile
- Mariage reconnu
- Autre type d’engagement reconnu
- Mariage à l’étranger reconnu
- Reconnaissance limitée du mariage homosexuel
- Reconnaissance limitée du mariage conclu à l’étranger (droit de séjour)
- Pas de reconnaissance des couples homosexuels

- Lois restreignant la liberté d’expression et d’association
- Peine théorique non appliquée en pratique
- Peine d’emprisonnement
- Peine de mort théorique et personnes non poursuivies
- Peine de mort

La Déclaration de Montréal interpelle ainsi les gouvernements du monde et les grandes religions. Les premiers parce qu'ils ne garantissent pas aux personnes homosexuelles le droit de se marier et d'élever une famille et les secondes parce qu'elles n'appliquent pas leurs principes de tolérance envers les LGBT. Cette intolérance et les tabous entourant la question nuisent, selon la Déclaration de Montréal, à la lutte contre le sida.

## Protection des personnes intersexes
« Les personnes se déclarant intersexuées confrontent une forme particulière de violence : la mutilation des organes génitaux provoquée par des chirurgies post-natales inutiles afin qu'elles deviennent conformes au modèle binaire traditionnel des caractéristiques sexuelles ». Ce passage a influencé le Principe 18 des Principes de Yogyakarta.

## Droits des personnes transgenres
La déclaration exige « que les gouvernements permettent la pratique de tous les traitements nécessaires aux changements de sexe, qu'ils financent ceux-ci dans la même mesure qu'ils le font pour d'autres traitements médicaux, et qu'ils amendent leurs lois afin de permettre aux transgenres les changements administratifs afin de correspondre à leur identité de genre ». Cela a donné l'influence sur le Principe 13 et 17 (du traitement médical), et Principe 3 (du changement son sexe légal dans tous les documents d'identité) des Principes de Yogyakarta. La Conférence de Montréal peut être considérée comme le point d'émergence d'une parole intersexe francophone au niveau international.

## Mise en œuvre de la déclaration

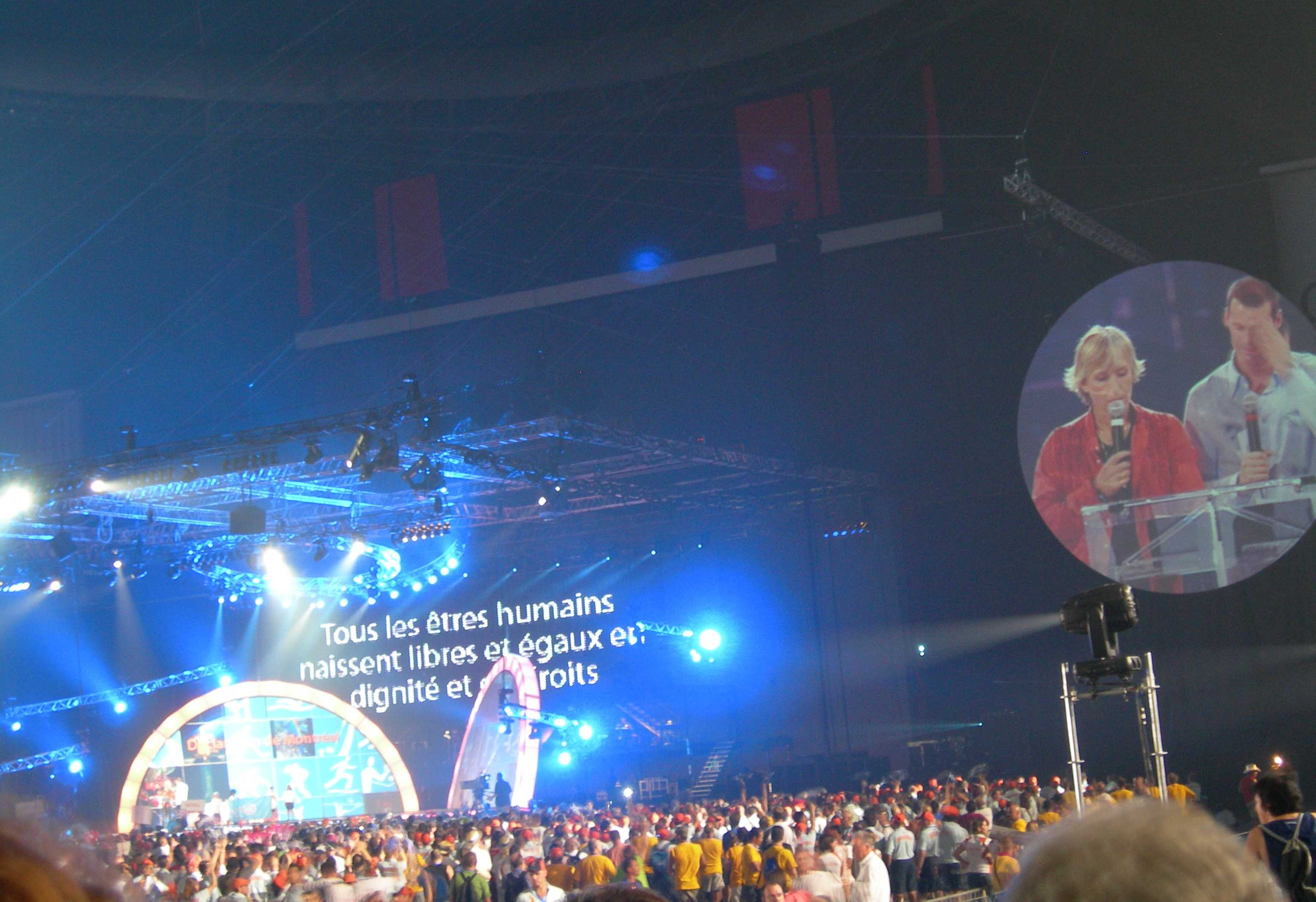
Martina Navrátilová et Mark Tewksbury lisent la Déclaration de Montréal lors de l'ouverture des Outgames le 29 juillet 2006 au Stade olympique de Montréal.

À la suite de l'émission de la Déclaration, le conseil d'arrondissement de Ville-Marie et le conseil municipal de Montréal sont devenus les premiers gouvernements au monde à l'entériner ; ensuite, le Nouveau Parti démocratique est devenu le premier parti politique au monde à faire ainsi lors de son congrès à Québec en septembre 2006.